# اليدالي ولد الشيخ
اليدالي ولد الشيخ ولد أحمد محمود (1940 م — 6 أكتوبر 2010 م ) الموافق الأربعاء 27 شوال 1431 ه.
هو سياسي موريتاني  ومناضل وحقوقي تقلد مناصب عديدة في مساره السياسي والوظيفي، حيث شغل منصب وزيرا للعدل في عهد الرئيس السابق محمد خون ولد هيدالة وكذالك مناصب إدارية سامية في عهد الرئيس الراحل المختار ولد داداه في الشركة الوطنية لصناعة والمناجم والشركة الوطنية للصيد  كان آخرها وزارة الدفاع في الحكومة الانتقالية التي حكمت قبل الأنتخابات الرئاسية التي جرت في 19 أغسطس 2009 م، وكان كذلك أحد أبرز قادة حزب التكتل الديمقراطي وكان مقربا جدا من رئيسه أحمد ولد داداه.